# Geocronología

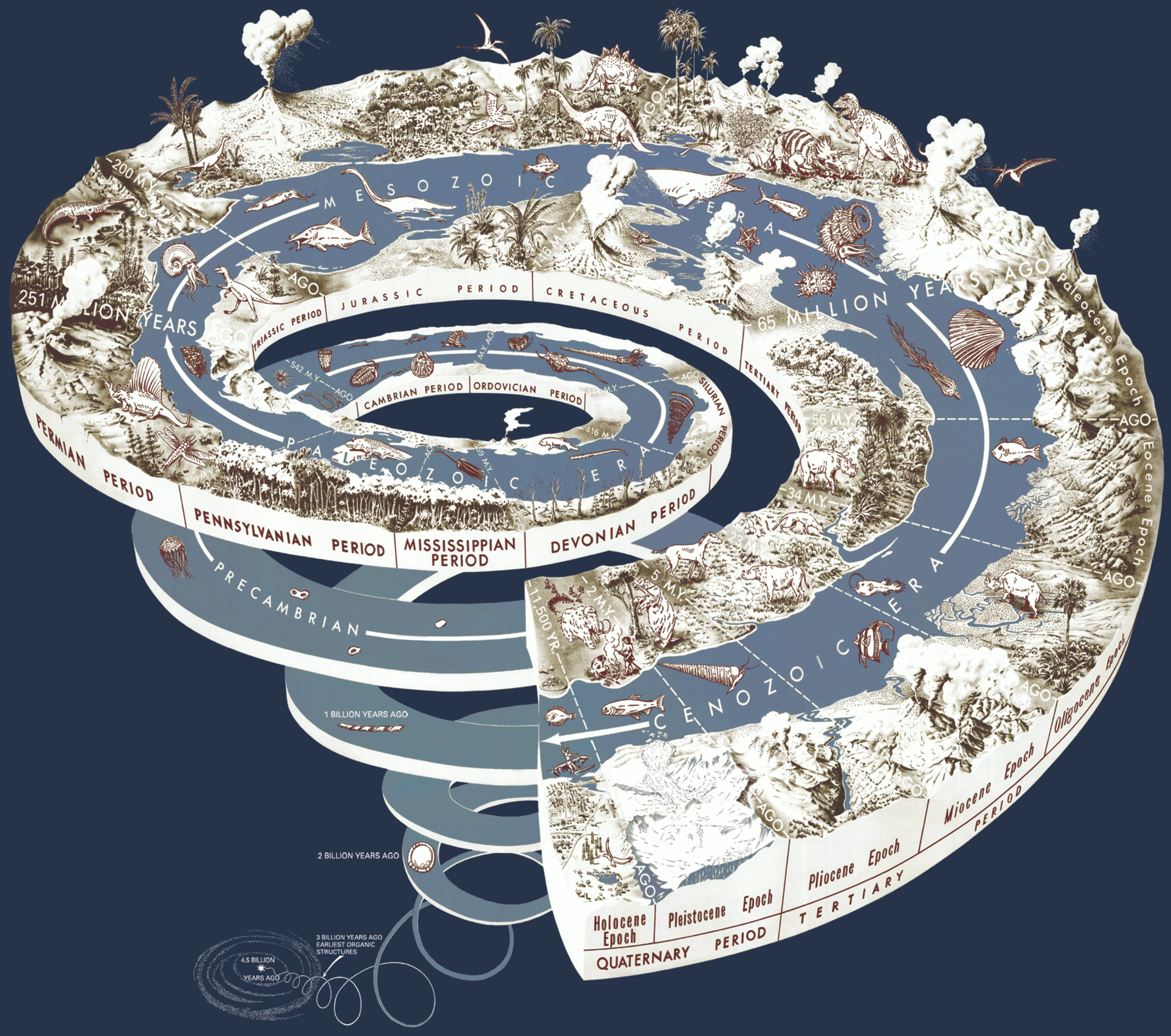
Representación de la espiral del tiempo geológico.

La geocronología es la ciencia que tiene como objetivo determinar la edad y sucesión cronológica de los acontecimientos geológicos, climáticos, oceanográficos y biológicos en la historia de la Tierra. Se ocupa asimismo de establecer las unidades geocronológicas, unidades de tiempo discretas, continuas y sucesivas que proporcionan una escala temporal que cubre toda la historia de la Tierra. La rama de la geocronología que se ocupa de las edades absolutas (medición cuantitativa del tiempo) es la Geocronometría, siempre con un cierto grado de incertidumbre inherente a los métodos usados, que son variados y multidisciplinares.

## Geocronología, cronoestratigrafía y bioestratigrafía
La Cronoestratigrafía se ocupa de ordenar unidades estratigráficas (cuerpos de roca reales), mientras que la geocronología se ocupa de delimitar intervalos sucesivos de tiempo, aunque no exista un registro material continuo del mismo. Las unidades cronoestratigráficas tienen cada una su equivalente geocronológico:
| Correspondencia entre unidades geocronológicas y cronoestratigráficas |                                        |
| Geocronológicas (tiempo)                                              | Cronoestratigráficas (cuerpos de roca) |
| Eón                                                                   | Eonotema                               |
| Era                                                                   | Eratema                                |
| Período                                                               | Sistema                                |
| Época                                                                 | Serie                                  |
| Edad                                                                  | Piso                                   |
| Cron                                                                  | Cronozona                              |

La geocronología es, asimismo, diferente a la Bioestratigrafía, que se encarga del orden cronológico relativo de las rocas sedimentarias mediante el uso de su contenido fósil, estableciendo diferentes biozonas sucesivas en el tiempo, basadas en el principio de la superposición de estratos y en el principio de sucesión faunística (direccionalidad e irreversibilidad de la evolución biológica). La bioestratigrafía no proporciona la edad absoluta de una roca, sino que la sitúa dentro del intervalo del tiempo en el cual se conoce que esas asociaciones fósiles han existido.

## Métodos de datación
- Datación radiométrica
- Datación por termoluminiscencia
- Métodos de datación en arqueología